# Jack Reynolds (labdarúgó, 1881)
Jack Reynolds (Whitefield, 1881. szeptember 23. – Amszterdam, 1962. november 8.) angol labdarúgó, edző. 1915 és 1947 között három alkalommal volt az Ajax vezetőedzője.
Bátyja, William Reynolds szintén labdarúgó volt.

## Pályafutása

### Labdarúgóként
Reynolds az angliai Whitefield városában született.
1902-ben mutatkozott be a Manchester City felnőtt keretében. 1903 és 1911 között több klubnál is játszott, szerepelt például a Burton United, a Grimsby Town, a Sheffield Wednesday, a Watford és a New Brompton csapatában is.

### Edzőként
1912-től 1914-ig a svájci St. Gallen edzője volt. A svájci együttessel mindkét szezonban a Keleti Csoport második helyén végzett, így a döntőbe nem jutottak be. 1915-ben a holland Ajaxhoz igazolt. A klubbal az 1917–18-as és az 1918–19-es szezonban az első osztály bajnoki címét, míg az 1916–17-es idényben a kupagyőzelmet szerezték meg. 1919-ben, egy rövid ideig a holland válogatott szövetségi kapitánya volt. 1920 és 1928 között a MVV Maastricht, a Blauw-Wit Amszterdam és az Amsterdamsche csapatánál töltött be edzői pozíciókat. 1928-tól 1940-ig, majd 1945-től 1947-ig újra az Ajax vezetőedzője volt.

## Sikerei, díjai
Ajax
- Eredivisie
  - Bajnok (8): 1917–18, 1918–19, 1930–31, 1931–32, 1933–34, 1936–37, 1938–39, 1946–47

- Holland Kupa
  - Győztes (1): 1916–17